# إسماعيل سليم باشا
الفريق إسماعيل سليم باشا (نحو 1809 ـ 1867) هو عسكري مصري من أصول يونانية، تولى نظارة الجهادية في عهدي سعيد باشا وإسماعيل باشا.

## حياته العسكرية
شارك إسماعيل سليم وهو ضابط صغير في حملة الشام تحت قيادة إبراهيم باشا، وتولى في أواخر حياته نظارة الجهادية في عهدي سعيد باشا وإسماعيل باشا، وتولى قيادة النجدة التي أمد بها الخديوي إسماعيل الدولة العثمانية في حرب كريت سنة 1866 خلفًا للفريق شاهين باشا، فأبلى بلاء حسنًا في إخماد الثورة، إلى أن توفي أثناء ذلك لأسباب مجهولة قيل إنها حمى التيفود، ويفسرها جرجي زيدان بأنه مات بسبب أكلة من فريك القمح انعقدت بسببها أمعاؤه وقضى نحبه.